# InterCity 125
InterCity 125 vlak (često nazivan High Speed Train ili HST) je vlak velikih brzina koji postiže brzinu preko 200 km/h, a prometuje na prugama koje povezuje velike gradove u Velikoj Britaniji. Vlak je postigao rekord 1987. godine, kada je postao najbrži vlak na dizelski pogon, a postigao je brzinu od 238 km/h.

## APT (advanced passanger train)
Već 1970 je u Engleskoj postojao vlak velike brzine. Taj vlak se pogonio plinskim turbinama. Posjedovao je i zračnu amortizaciju i tehnologiju naginjanja. Odmah nakon probne vožnje su naručene tri električne verzije ovoga vlaka. Međutim, ubrzo ze pokazalo kako je ovaj vlak imao previše novih thnologija koje još nisu bile spremne u ono doba. Naginjanje je zakazivalo, pucali su konstrukcijski dijelovi i sve u svemu vlak je bio samo niz promašaja. Iskustva naučena na njemu pomogla su u razvoju HST-a. 

## Zamjena
Dana 16. studenoga 2007. Ministarstvo prijevoza raspisalo je natječaj za ponudu za traženje nasljednika HST-a, pod nazivom Intercity Express Program trima konzorcijima.